# Nick Langworthy
Nicholas A. «Nick» Langworthy (Jamestown, Nueva York, 27 de febrero de 1981) es un político estadounidense. Afiliado al Partido Republicano, desde 2023 se desempeña como miembro de la Cámara de Representantes de los Estados Unidos por el 23.º distrito congresional de Nueva York. Anteriormente, fue presidente del Comité Republicano del Estado de Nueva York.

## Educación
Langworthy asistió a la Pine Valley Central School en la ciudad de South Dayton, donde se graduó en 1999. Después de graduarse, asistió a la Universidad de Niágara, donde estableció la rama universitaria de los Republicanos Universitarios. Se graduó de Niágara con una licenciatura en ciencias políticas y presidió los Republicanos Universitarios de Nueva York.